# Halványkék szemek
A Halványkék szemek (eredeti cím: The Pale Blue Eye) 2022-ben bemutatott amerikai misztikus filmthriller, amelyet Scott Cooper írt és rendezett, Louis Bayard Azok a halványkék szemek című regénye alapján. A főbb szerepekben Christian Bale, Harry Melling, Gillian Anderson, Lucy Boynton, Charlotte Gainsbourg, Toby Jones, Harry Lawtey, Simon McBurney, Timothy Spall és Robert Duvall látható.
2022. december 23-án került a mozikba, mielőtt 2023. január 6-án a Netflix streamingszolgáltatáson megjelent volna. Általánosságban vegyes véleményeket kapott a kritikusoktól.

## Cselekmény
1830 októberében az alkoholista Augustus Landor nyugalmazott nyomozót a hadsereg felkéri, hogy vizsgálja ki Leroy Fry kadét felakasztását az Egyesült Államok katonai akadémiáján. Landor özvegyember, akinek lánya, Mattie néhány évvel ezelőtt megszökött.
Miután Fry-t felakasztották, a szívét eltávolították a testéből. A holttestet megvizsgálva Landor egy apró cetlitöredéket talál Fry kezében. A jelek arra utalnak, hogy nem felakasztotta magát, hanem meggyilkolták. Landor titokban Edgar Allan Poe, az akadémia egy másik kadétjának segítségét kéri. Poe és Landor arra következtetnek, hogy az üzenet egy titkos találkozóra hívta Fry-t. Miután egy tehenet és egy birkát találnak lemészárolva, kivágott szívvel, felmerül a gyanú, hogy a gyilkosság fekete mágikus rituálékhoz köthető.
Egy másik kadétot, Ballingert felakasztva találják, szívét és nemi szerveit eltávolították. Egy harmadik kadét, Stoddard eltűnik; Landor feltételezi, hogy Stoddardnak oka volt azt hinni, hogy ő a következő a sorban, akit meg fognak ölni. Landor és Poe Dr. Daniel Marquis családját gyanúsítja, aki Fry boncolását végezte. Különösen a fiára, Artemusra és a lányára, Leára gyanakodnak, aki véletlenszerű rohamokban szenved. Landor szembesíti Dr. Marquis-t, aki bevallja, hogy fekete mágiához folyamodott, hogy Leát meggyógyítsa a rohamaitól.
Poe-t elkábítják, és rátalál Artemusra és Leára, akik a rituálé szerint éppen a szívét akarják kivágni. Landor megmenti Poe-t, de az épület kigyullad, Lea és Artemus pedig meghal. A katonaság azt hiszi, hogy az ügy megoldódott, és megköszöni Landornak a szolgálatát. Poe azonban szembesíti Landort azzal a felismeréssel, hogy a Fry kezében lévő cetlitöredék kézírása megegyezik Landoréval. Nyilvánvalóvá válik, hogy Landor volt a kadétok gyilkosa.
Két évvel korábban Landor lányát, Mattie-t Fry, Ballinger és Stoddard megerőszakolta, miután részt vett az első bálján. A trauma miatt öngyilkos lett, leugrott egy szikláról. Landor úgy tett, mintha a lány elszökött volna. Feldúltan elindult, hogy megbosszulja a lányát. Frynak hagyott üzenetet, és egy magányos helyre csalta, mielőtt felakasztotta volna. Egy járőr véletlenül arra járt, így kénytelen volt otthagyni a holttestet. Lea és Artemus ellopta Fry szívét a rituáléjukhoz. Miután megölte Ballingert, Landor megcsonkította a holttestét, hogy úgy tűnjön, a kadétot ugyanaz az "őrült" gyilkolta meg, aki Fry testét is meggyalázta.
Poe elmondja Landornak, hogy van két kézírásmintás jegyzete, amelyek közvetlenül Landort kapcsolják a gyilkosságokhoz, de ehelyett elégeti őket. Landor később ott áll a sziklánál, ahol a lánya a halálba ugrott. Hagyja, hogy a lány hajszalagját ellebegtesse a szél, és azt mondja: "Pihenj, szerelmem".

## Szereplők
| Szerep                      | Színész              | Magyar hang      |
| --------------------------- | -------------------- | ---------------- |
| Augustus Landor             | Christian Bale       | Fekete Ernő      |
| Edgar Allan Poe kadét       | Harry Melling        | Tasnádi Bence    |
| Julia Marquis               | Gillian Anderson     | Náray Erika      |
| Lea Marquis                 | Lucy Boynton         | Mórocz Adrienn   |
| Patsy                       | Charlotte Gainsbourg | Bánfalvi Eszter  |
| Dr. Daniel Marquis          | Toby Jones           | Gyabronka József |
| Artemus Marquis kadét       | Harry Lawtey         | Hajdu Tibor      |
| Hitchcock kapitány          | Simon McBurney       | Hirtling István  |
| Mattie                      | Hadley Robinson      | Dér Marus        |
| Sylvanus Thayer főfelügyelő | Timothy Spall        | Papp János       |
| Jean Pepe                   | Robert Duvall        | Barbinek Péter   |
| Stoddard kadét              | Joey Brooks          | Dér Zsolt        |
| Huntoon kadét               | Brennan Keel Cook    | Nikas Dániel     |
| Haratio Cochrane kadét      | Gideon Glick         |                  |
| Randolph Ballinger kadét    | Fred Hechinger       | Váradi Gergely   |
| Llewellyn Lee kadét         | Matt Heim            | Brasch Bence     |
| Loughborough kadét          | Charlie Tahan        | Fáncsik Roland   |

### Magyar változat
- Magyar szöveg: Pataricza Eszter
- Hangmérnök: Rodolphe Caldironi
- Felvevő hangmérnök: Mihályfi Kristóf
- Vágó: Kajdácsi Brigitta
- Gyártásvezető: Hódos Edina
- Szinkronrendező: Majoros Eszter
- Produkciós vezető: Kónya Andrea

A szinkront a Mafilm Audio Kft. készítette el.

## A film készítése
2011-ben Scott Cooper leszerződött Louis Bayard azonos című regényének írására és rendezésére.
Egy évtizeddel később, 2021 elején jelentették be, hogy Christian Bale lesz a főszereplője a filmnek, amelyet a Cross Creek Pictures fog gyártani. Ez Bale és Cooper harmadik közös filmje. 2021-ben a Netflix mintegy 55 millió dollárért vásárolta meg a film jogait az Európai Filmpiacon.
A forgatás 2021. november 29-én kezdődött Laughlintownban. 2021 decemberében New Wilmingtonban lévő Westminster College-ban forgattak.